# La Toilette d'Esther
Esther se parant pour être présentée au Roi Assuérus dit La Toilette d'Esther, est une peinture à l'huile orientaliste du peintre romantique français Théodore Chassériau. Réalisée en 1841, elle représente un épisode du Livre d'Esther, quand Esther se prépare à rencontrer le roi Assuérus, souverain de Perse, qui la prendra ensuite pour femme. La peinture est conservée au Musée du Louvre. Vincent Pomarède, ancien responsable du Département des Peintures du musée, l'a décrite comme «  l'un des plus célèbres tableaux au Louvre ».   

## Récit
Le sujet dérive du Livre d'Esther (2:8-9, 15), dans lequel le Roi perse Assuérus, après avoir renoncé à sa femme Vashti, cherche une nouvelle reine. Esther, femme d'une grande beauté, trouve grâce auprès d'Hégaï, eunuque chargé de préparer les femmes pour les présenter au roi. En voyant Esther, Assuérus la choisit pour femme. Plus tard, elle révèle qu'elle est juive, et intercède auprès du roi afin d'épargner les vies des Juifs captifs.
L'épisode avait rarement été peint auparavant. Seules deux précédentes versions sont connues: une peinture du XVIIe siècle par Arent de Gelder, et une du XVIIIe siècle par Jean-François de Troy. Comme il n'existait que très peu de descriptions de cet épisode, Chassériau se serait inspiré de peintures de femmes à leur toilette, y compris des représentations de Vénus, dont il y avait de nombreux exemples.

## Description
Le sujet, biblique, est prétexte à l'évocation d'un Orient mythique et coloré. Esther est représentée assise au centre de la toile, les bras au-dessus de sa tête en train d'arranger ses cheveux blonds. Elle est une femme orientale, toute en courbes et en arabesques, et sa pose est « profondément érotique dans son traitement pictural ». Elle est nue jusqu'à la taille, avec des colliers et des bracelets sur ses bras, et ses jambes sont enveloppées de vêtements blancs et roses. À gauche, une servante vêtue de bleu apporte des accessoires, et à droite, Hégaï, vêtu de rouge vif, offre un écrin. 
Plusieurs études préparatoires existent. Deux dessins au Louvre prouvent que la composition était initialement circulaire, un tondo, comme Le Bain turc que le maître de Chassériau, Ingres peignit en 1862. En effet, La Toilette d'Esther, par sa sensualité et son amour des lignes courbes du corps féminin, rappelle Ingres et ses odalisques. La luxuriance des accessoires, des étoffes et l'ensemble de la coloration témoignent de l'admiration de Chassériau pour Eugène Delacroix.
Les historiens de l'Art ont longuement fait remarquer l'affection profonde de Chassériau pour ses sœurs, et leur influence sur les figures de femmes dans son art. La maîtresse de Chassériau, Clémence Monnerot, avait dit : « Adèle a de superbes bras; dans ses peintures, ils apparaissent partout ». Jean-Louis Vaudoyer pensait que la beauté de la sœur aînée de l'artiste pouvait se retrouver dans les bras « musclés, presque masculins, d'Esther ».

Le Bain turc, Jean-Auguste-Dominique Ingres, 1862, huile sur bois. Les sensuelles arabesques de nus féminins ont intéressé Chassériau et son maître Ingres

## L'exotisme
Le choix de l'Ancien Testament, l'histoire d'une jeune femme libérée d'un harem permet à Chassériau de dépeindre un Orient mythique, romantique et idéalisé. La présence de personnages asiatiques et de bijoux somptueux contribue à érotiser la personne d'Esther. Ayant déjà peint une Naissance de Vénus et une Suzanne et les Vieillards, Chassériau a trouvé ici un autre thème qui a permis une franche évocation sexuelle du corps de la femme.
La peinture n'a pas été entièrement comprise lorsqu'elle a été exposée pour la première fois au Salon de Paris de 1842. Plus tard, elle inspirera des peintres tels que François Léon Benouville et Gustave Moreau.
La Toilette d'Esther a été léguée au musée du Louvre en 1934 par le baron Arthur Chassériau, un parent éloigné de l'artiste, avec également la plupart des œuvres du peintre en sa possession.